# Elecciones generales de Japón de 1979
Las elecciones generales se celebraron en Japón el 7 de octubre de 1979 con el objetivo de renovar la totalidad de la Cámara de Representantes, 511 escaños. El anuncio del primer ministro Masayoshi Ōhira de que se impondría un impuesto al consumo (ventas) fue un tema candente en el período previo a las elecciones. Ante la desaprobación generalizada del público, el primer ministro abandonó la propuesta fiscal. El partido del primer ministro, el Partido Liberal Democrático, terminó perdiendo un escaño, mientras que el Partido Comunista de Japón experimentó un aumento en el apoyo de los votantes, que se produjo principalmente a expensas del Partido Socialista de Japón y el Nuevo Club Liberal separatista del PLD.

## Resultados
| Partido                   | Partido                        | Votos      | %      | Escaños | +/-   |
| ------------------------- | ------------------------------ | ---------- | ------ | ------- | ----- |
|                           | Partido Liberal Democrático    | 24,084,131 | 44.59  | 248     | -1    |
|                           | Partido Socialista de Japón    | 10,643,450 | 19.71  | 107     | -16   |
|                           | Partido Comunista de Japón     | 5,625,528  | 10.42  | 39      | +22   |
|                           | Komeitō                        | 5,282,683  | 9.78   | 57      | +2    |
|                           | Partido Socialista Democrático | 3,663,692  | 6.78   | 35      | +6    |
|                           | Nuevo Partido Liberal          | 1,631,812  | 3.02   | 4       | -13   |
|                           | Unión Socialdemócrata (SDF)    | 368,660    | 0.68   | 2       | Nuevo |
|                           | Otros partidos                 | 69,101     | 0.13   | 0       | 0     |
|                           | Independientes                 | 2,641,064  | 4.89   | 19      | -2    |
|                           |                                |            |        |         |       |
| Votos válidos             | Votos válidos                  | 54,010,121 | 99.06  |         |       |
| Votos nulos/en blanco     | Votos nulos/en blanco          | 511.892    | 0.94   |         |       |
| Total                     | Total                          | 54,522,013 | 100.00 | 511     | 0     |
| Registrados/Participación | Registrados/Participación      | 80,169,924 | 68.01  | -5.44   | -5.44 |